# Salang (huyện)
Salang là một huyện thuộc tỉnh Parvan, Afghanistan. Dân số thời điểm năm 1999 là 22,228 người.